# Лаурі Маркканен
Лаурі Еліас Маркканен (фін. Lauri Elias Markkanen; нар. 22 травня, 1997 у Вантаа, Фінляндія) — фінський баскетболіст, гравець команди НБА «Юта Джаз». Грає на позиції важкого форварда та центрового. Був обраний на драфі НБА 2017 року у першому раунді під загальним сьомим номером. П`ять разів визнавався кращим фінським баскетболістом року (2017—2021).
Син зірки фінського баскетболу 80-90-х років Пеккі Маркканена. Молодший брат колишнього гравця збірної Фінляндії з футболу Еро Маркканена.